# Warwara Alexejewna Morosowa

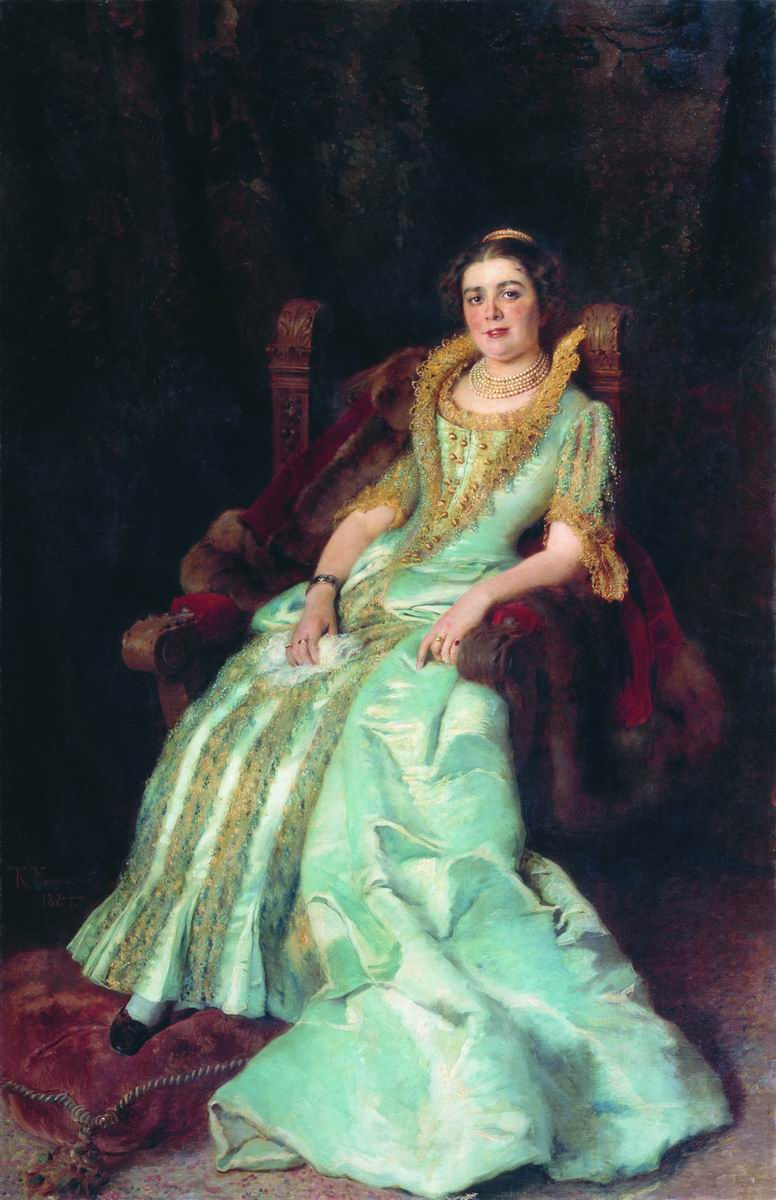
Warwara Alexejewna Morosowa (K. J. Makowski, 1884, Tretjakow-Galerie)

Warwara Alexejewna Morosowa, geboren Warwara Alexejewna Chludowa, (russisch Варвара Алексеевна Морозова, Geburtsname russisch Варвара Алексеевна Хлудова; * 2. Novemberjul. / 14. November 1848greg. in Moskau; † 4. Septemberjul. / 17. September 1917greg. ebenda) war eine russische Unternehmerin und Mäzenin.

## Leben
Warwara Alexejewna war die Tochter des altgläubigen Unternehmers und Büchersammlers Alexei Iwanowitsch Chludow. Im Alter von 6 Jahren verlor sie ihre Mutter. 1869 heiratete sie ihren Onkel 2. Grades Abram Abramowitsch Morosow (Vetter 2. Grades von Sawwa Timofejewitsch Morosow). Abram Morosow war Miteigentümer des Textilunternehmens Twerskaja Manufaktura, das er zusammen mit seinem Bruder David leitete. 1858 war an der Fabrik ein Krankenhaus und 1861 ein Entbindungsheim eingerichtet worden. 1869 folgte eine Gewerbeschule für minderjährige Arbeiter der Fabrik. In ihrer Ehe mit Abram Morosow bekam Warwara Morosowa die drei Söhne Michail, Iwan und Arsseni.
1871 wurde Morosowa Mitgesellschafterin der Gesellschaft Twerskaja Manufaktura. 1873 richtete sie in ihrem gemeinsamen Wohnhaus eine Elementarschule ein. 1877 erweiterte  sie die Schule zu einer Gewerbeschule, die die erste Gewerbeschule in Moskau war. Als ihr Mann 1882 an progressiver Paralyse starb, übernahm sie die Geschäftsführung der Twerskaja Manufaktura bis zur Volljährigkeit ihrer Söhne.
Bald nach dem Tode ihres Mannes lebte Morosowa in bürgerlicher Ehe zusammen mit Wassili Michailowitsch Sobolewski, der Herausgeber und Redakteur der von Morosowa unterstützten Russkije wedomosti und Mitglied der Kadetten war. Im Hinblick auf erbrechtliche Probleme wurde die Anerkennung dieser Ehe unterlassen, so dass die Kinder Gleb und Natalja aus dieser zweiten Ehe auch den Familiennamen Morosow erhielten. In ihrem 1886 von Roman Iwanowitsch Klein erbauten Haus eröffnete Morosowa einen literarischen Salon, den Alexander Alexandrowitsch Blok, Waleri Jakowlewitsch Brjussow, Andrei Bely und Wladimir Sergejewitsch Solowjow besuchten. Ihre Söhne Iwan und Michail sammelten Gemälde der Impressionisten, die jetzt der Stolz des Puschkin-Museums sind. Morosowa war das Vorbild für die Heldin Anna Serafimowna Stanizyna in Pjotr Dmitrijewitsch Boborykins Roman Kitai-Gorod (1882).
In Erinnerung an ihren verstorbenen Mann ließ Morosowa auf dem Dewitschje Pole eine psychiatrische Klinik errichten, die sie mit dem erworbenen Gelände der Kaiserlichen Universität Moskau übergab. Dies war der Anfang des späteren Klinitscheski Gorodok auf dem Dewitschje Pole. 1885 eröffnete Morosowa den ersten nach Iwan Sergejewitsch Turgenew benannten öffentlichen gebührenfreien Lesesaal für 100 Leser mit einem großen Buchbestand, aus dem die Turgenjew-Bibliothek wurde. 1888 finanzierte sie den Bau eines Forschungslaboratoriums für den Botanischen Garten der Universität. 1891 stiftete sie das Kapital für das W. W. Dolgorukow-Stipendium der Universität. Für die Unterstützung der Universität wurde ihr 1892 der kaiserliche Dank ausgesprochen. Als Kuratorin der Morosow-Gewerbeschule wurde sie 1898 mit der am Alexander-Band zu tragenden Goldmedaille für Pflichteifer geehrt. 1899 erhielt ihre Gewerbeschule ein eigenes Gebäude und wurde 1901 der Stadt Moskau übergeben. Sie finanzierte weitere Schulen. Als Erste von den Morosows stiftete sie 30.000 Rubel für das 1903 gegründete Institut für Krebserkrankungen. Sie war Ehrenmitglied der Gesellschaft zur Unterstützung unvermögender Studenten der Universität. Für die Gründung der Städtischen Moskauer Schanjawski-Volksuniversität stiftete sie 50.000 Rubel. Dank ihrer Unterstützung wurde ein Wohnheim für Studenten der Kaiserlichen Technikschule gebaut, und sie war Vorsitzende und Ehrenmitglied der Gesellschaft zur Unterstützung notleidender Studenten dieser Hochschule.
In Morosowas Haus traf sich nach den Erinnerungen ihrer Tochter Natalja während der Revolution 1905 eine Gruppe von Bolschewiki, zu der Iwan Iwanowitsch Skworzow-Stepanow und Sergei Iwanowitsch Mizkewitsch gehörten. Für viele verhaftete Bolschewiki stellte sie die Kautionen und ermöglichte vielen, ins Ausland zu fliehen. Sie finanzierte die kostenfreien Pretschistenka-Arbeiterkurse, beteiligte sich an der Geschäftsführung und ließ ein Gebäude dafür bauen.
Morosowa wurde auf dem Wagankowoer Friedhof begraben. 2005 wurde auf Initiative der Turgenjew-Bibliothek auf ihrem Grab ein Grabstein nach einem Entwurf ihrer Ururenkelin J. G. Demjanowa aufgestellt.